# Messiade
Als Messiade (zu hebr. משיח Messias, „der Gesalbte“ im christlichen Verständnis Beiname Jesu) bezeichnet man die epische Darstellung des Lebens Jesu unter Berücksichtigung des in den Evangelien vorgegebenen Stoffs. 
Messiaden haben ihren Ursprung in den Evangelienharmonien, z. B. in Tatians Diatessaron (um 170) und dem altsächsischen Heliand und dem Evangelienbuch des Otfrid von Weißenburg (um 830). 
Ein neuzeitliches Beispiel von großem Einfluss auf die Literatur war Friedrich Gottlieb Klopstocks Der Messias (1748–73), der vielfach nachgeahmt wurde, u. a. in Johann Caspar Lavaters Jesus Christus oder Die Zukunft des Herrn (1780), im 19. Jahrhundert von Friedrich Rückert im Leben Jesu. Evangelien-Harmonie in gebundener Rede (1839) und Friedrich Wilhelm Helles Christus-Epen wie z. B. Jesus Messias (1896). Ernest Renans populärwissenschaftliche Schrift La Vie de Jésus (1863) regte im 20. Jahrhundert die ersten freien Darstellungen in Prosaform an, die teilweise eine Neuinterpretation des Stoffes unternahmen: im Zuge der Neuen Sachlichkeit Walter von Molos Die Legende vom Herrn (1927), Emil Ludwig Der Menschensohn. Geschichte eines Propheten (1928), Paul Ernsts Der Heiland (1930) und Edzard Schapers Das Leben Jesu (1936), später Max Brods aus jüdischem Verständnis verfasstes Werk Der Meister (1952) und Robert Graves’ historischer Roman King Jesus (1954).
Nicht zu den Messiaden gehören Werke, die den historischen Jesus von Nazaret nur in modernen Christus-Charakteren widerspiegeln wie u. a. Gerhart Hauptmanns Der Narr in Christo Emanuel Quint (1910), Ricarda Huchs Groteske Der wiederkehrende Christus (1926) oder Alexander Popes The Messiah (1712), das nicht den historischen Jesus, sondern die Prophezeiungen Jesajas behandelt.